# Georgiastrædet
Georgiastrædet (engelske Strait of Georgia) er et sund i Stillehavet ved Britisk Columbias sydvestlige hjørne. Sundet er omkring 240 km langt og mellem 25 og 30 km bredt, og adskiller Canadas fastland fra  Vancouver Island. Kysten har mange fjorde og vige.
I strædets sydlige  del går det over  i en bugt med flere spredte småøer. I sydlig retning går sundet over i Puget Sound, mens det mod vest går over i Juan de Fucastrædet som fører ud til  Stillehavet. Cirka ved  49. breddegrad munder Fraserfloden ud i Georgiastrædet.

## Counties og  regionale distrikter ud til strædet
- San Juan County
- Whatcom County
- Capital Regional District
- Cowichan Valley Regional District
- Regional District of Nanaimo
- Comox Valley Regional District
- Strathcona Regional District
- Powell River Regional District
- Sunshine Coast Regional District
- Greater Vancouver Regional District